# Гидроэнергетика России
Гидроэнергетика России — отрасль российской электроэнергетики. По состоянию на 2018 год, в России эксплуатировались 102 гидроэлектростанции и гидроаккумулирующие электростанции (мощностью более 10 МВт) совокупной мощностью 51,7 ГВт (в том числе в составе Единой энергосистемы России эксплуатировались гидроэлектростанции общей мощностью 48 506,3 МВт). На гидроэнергетику приходится около 20 % установленной мощности российской электроэнергетики и 17-18 % выработки электроэнергии в России В 2022 году мощность гидроэнергетики составляла 52 754 МВт.

## Гидроэнергетический потенциал
Общий (теоретический) гидроэнергетический потенциал рек России оценивается в 2900 млрд кВт·ч в год, в том числе гидропотенциал крупных и средних рек — 2400 млрд кВт·ч. Технически возможный к использованию гидропотенциал оценивается в 1670 млрд кВт·ч (без малых рек), экономически целесообразный к использованию — в 850 млрд кВт·ч. Размещение гидропотенциала по территории страны неравномерно, 80 % экономического потенциала приходится на азиатскую часть страны и 20 % — на европейскую. Степень освоения экономического гидропотенциала составляет около 20 %, в том числе на Дальнем Востоке — 6 %.

## Крупнейшие гидроэлектростанции России
В России эксплуатируется 14 гидроэлектростанций и одна гидроаккумулирующая электростанция единичной мощностью более 1000 МВт. Из них шесть ГЭС и одна ГАЭС находятся в бассейне Волги (Волжско-Камский каскад), одна — на Сулаке, пять — в бассейне Енисея и две в бассейне Амура.
| №  | Название ГЭС        | Установленная мощность, МВт | Годы ввода агрегатов | Собственник    | Река      | Регион                |
| -- | ------------------- | --------------------------- | -------------------- | -------------- | --------- | --------------------- |
| 1  | Саяно-Шушенская ГЭС | 6 400                       | 1978—1985            | РусГидро       | р. Енисей | Хакасия               |
| 2  | Красноярская ГЭС    | 6 000                       | 1967—1971            | ЕвроСибЭнерго  | р. Енисей | Красноярский край     |
| 3  | Братская ГЭС        | 4 500                       | 1961—1966            | ЕвроСибЭнерго  | р. Ангара | Иркутская область     |
| 4  | Усть-Илимская ГЭС   | 3 840                       | 1974—1979            | ЕвроСибЭнерго  | р. Ангара | Иркутская область     |
| 5  | Богучанская ГЭС     | 2 997                       | 2012—2014            | РусГидро/РУСАЛ | р. Ангара | Красноярский край     |
| 6  | Волжская ГЭС        | 2 734                       | 1958—1961            | РусГидро       | р. Волга  | Волгоградская область |
| 7  | Жигулёвская ГЭС     | 2 488                       | 1955—1957            | РусГидро       | р. Волга  | Самарская область     |
| 8  | Бурейская ГЭС       | 2 010                       | 2003—2007            | РусГидро       | р. Бурея  | Амурская область      |
| 9  | Саратовская ГЭС     | 1 463                       | 1967—1970            | РусГидро       | р. Волга  | Саратовская область   |
| 10 | Чебоксарская ГЭС    | 1 370                       | 1980—1986            | РусГидро       | р. Волга  | Чувашия               |
| 11 | Зейская ГЭС         | 1 330                       | 1975—1980            | РусГидро       | р. Зея    | Амурская область      |
| 12 | Нижнекамская ГЭС    | 1 205                       | 1979—1987            | Татэнерго      | р. Кама   | Татарстан             |
| 13 | Загорская ГАЭС      | 1 200                       | 1987—2000            | РусГидро       | р. Кунья  | Московская область    |
| 14 | Воткинская ГЭС      | 1 115                       | 1961—1963            | РусГидро       | р. Кама   | Пермский край         |
| 15 | Чиркейская ГЭС      | 1 000                       | 1974—1976            | РусГидро       | р. Сулак  | Дагестан              |

## Эксплуатирующие организации
По состоянию на 2019 год, большая часть мощностей ГЭС России эксплуатируется ПАО «РусГидро» (30,2 ГВт ГЭС и ГАЭС). Другими крупными эксплуатантами гидроэлектростанций России являются АО «ЕвроСибЭнерго» — 15,1 ГВт, ПАО «ТГК-1» — 2,9 ГВт, АО «Татэнерго» — 1 ГВт, АО «Норильско-Таймырская энергетическая компания» — 1 ГВт.

## Экономическое значение
Гидроэлектростанции вырабатывают около 17-18 % электроэнергии в России, что составляет более 99 % выработки электроэнергии на базе возобновляемых источников в стране (по итогам 2018 года ГЭС выработали 197,3 млрд кВт·ч, все остальные электростанции на основе ВИЭ — около 1 млрд кВт·ч). В некоторых регионах (Магаданская область, большинство республик Северного Кавказа) на гидроэнергетику приходится более 90 % вырабатываемой электроэнергии.
Выработка электроэнергии гидроэлектростанциями предотвращает сжигание около 60 млн тонн условного топлива в год, а соответственно и выброс в атмосферу большого количества парникового углекислого газа и загрязняющих веществ. Себестоимость производства электроэнергии на ГЭС по причине отсутствия затрат на топливо и меньшей численности эксплуатационного персонала значительно ниже, чем на тепловых и атомных электростанциях, что способствует снижению цен на электроэнергию. Работа ГЭС имеет важное значение для повышения надежности и экономичности работы электроэнергетики России. Благодаря высокой маневренности (способности быстро изменять мощность) гидроэлектростанции покрывают пиковую часть графика нагрузок, позволяя тепловым и атомным электростанциям работать в наиболее экономичных режимах, а также обеспечивают надежность работы энергосистемы в случае аварий.
Помимо выработки электроэнергии, водохранилища ГЭС обеспечивают водоснабжение большого числа населенных пунктов и промышленных предприятий, ирригацию, защиту от наводнений, крупнотоннажное судоходство (в первую очередь на Волге и Каме).

## Перспективы
В Европейской части России наиболее перспективным является освоение гидропотенциала рек Северного Кавказа, где возможно строительство деривационных ГЭС без затопления значительных территорий и переселения населения. В Сибири возможно строительство новых ГЭС в верховьях Оби и Енисея, а также на Нижней Ангаре. Существуют проектные проработки по строительству одной из крупнейших в мире гидроэлектростанций на реке Нижняя Тунгуска, мощностью не менее 12 ГВт. На Дальнем Востоке возможно сооружение крупных ГЭС на Витиме, Алдане, Учуре, Тимптоне, притоках Амура.

## История
Одной из первых ГЭС России является Садонская ГЭС мощностью 550 кВт, построенная в Северной Осетии в 1897 году бельгийскими специалистами для энергоснабжения горнодобывающего предприятия. В 1892 году на Алтае также для нужд горнодобычи была запущена Берёзовская ГЭС мощностью 150 кВт — первая гидроэлектростанция отечественной конструкции. В 1896 году В. Н. Чиколевым и Р. Э. Классоном была проведена комплексная электрификация Охтенского порохового завода в Петербурге. Для энергоснабжения завода была построена ГЭС на р. Охте, где установили два трехфазных генератора переменного тока общей мощностью 295 кВт. Также в 1896 году была построена первая гидроэлектростанция на Ленских золотых приисках, на реке Бодайбо. К 1915 году здесь сформировалась настоящая закольцованная энергосистема, состоящая из пяти гидроэлектростанций общей мощностью 2,8 МВт и одной тепловой станции.
В 1903 году на Ставрополье на реке Подкумок по проекту инженера Г. О. Графтио была построена ГЭС «Белый уголь» мощностью 740 кВт. Энергии станции хватало на освещение четырех городов Кавказских минеральных вод, энергоснабжение трамвайных линий в Пятигорске и Кисловодске, а также работу насосов, качавших минеральную воду. Общая протяженность линий электропередачи 8 кВ от ГЭС к четырём городам-курортам составляла 62 км. В 1913 году гидростанция была включена в параллельную работу с местной тепловой (дизельной) станцией в Пятигорске — это был прообраз локальной (районной) энергосистемы.
В 1908 году была введена в эксплуатацию ГЭС «Пороги» на реке Большая Сатка (Челябинская область). Она имела самую высокую на тот момент среди ГЭС России плотину высотой 21 м, сложенную из каменной кладки. Мощность станции составляла 610 кВт, ее электроэнергия использовалась для первого в России производства ферросплавов, которые плавились в электропечах. ГЭС «Пороги» эксплуатировалась до 2017 года, используя оригинальное оборудование.
Первой относительно крупной гидроэлектростанцией России стала Волховская ГЭС. Её строительство было начато в 1917 году Временным правительством, затем приостановлено и возобновлено летом 1918 года, но в связи с недостатком средств велось крайне низкими темпами. Интенсифицировать его удалось только с осени 1921 года, причем к работам по возведению непосредственно сооружений станции приступили в 1923 году. Волховская ГЭС мощностью 56 МВт была пущена в конце 1926 года. При этом 6 из 10 генераторов станции были изготовлены в СССР, на заводе «Электросила». Электроэнергия Волховской ГЭС передавалась в Ленинград по линиям напряжением 110 кВ — рекордным по протяженности на тот момент в стране. Руководил строительством Волховской ГЭС Генрих Графтио — один из основателей советской электроэнергетики.
Волховская ГЭС стала первой электростанцией, строительство которых было предусмотрено планом ГОЭЛРО, окончательно принятым в 1921 году. План ГОЭЛРО предусматривал строительство к 1932 году 30 районных электрических станций (20 ТЭС и 10 ГЭС) общей мощностью 1750 МВт. В процессе реализации план ГОЭЛРО постоянно корректировался как по составу станций, так и по их мощности. Из 10 предусмотренных планом гидроэлектростанций были построены только четыре — Днепровская, Волховская, Нижне-Свирская и Верхне-Свирская, но вместо остальных были построены другие электростанции — Гизельдонская, Баксанская, Нива ГЭС-2, Кондопожская ГЭС и т. п.
С 1920-х годов велись активные проектные проработки плана «Большая Волга», в рамках которого планировалось строительство целого ряда крупных гидроэлектростанций на Волге и Каме. Строительство первых электростанций этого плана, Угличской и Рыбинской ГЭС, было начато в 1935 году и велось преимущественно силами заключённых, число которых доходило до 97 000 человек. Помимо строительства самих гидроэлектростанций, заключенные выполняли работы по подготовке к затоплению водохранилищ, при этом Рыбинское водохранилище на момент создания являлось крупнейшим в мире. Угличская ГЭС мощностью 110 МВт была пущена в 1940 году, Рыбинская ГЭС — в конце 1941 года, уже после начала войны.
В 1948—1950 годах было начато строительство сразу нескольких крупных гидроэлектростанций, получивших название «Великие стройки коммунизма». Как и в предвоенные годы, при их строительстве широко использовался труд заключённых, как описал это Евгений Попов: «Жук проектировал, зэки строили, Берия управлял». На Волге, Каме, Дону одновременно строились пять гидроэлектростанций: Цимлянская ГЭС — 164 МВт, Камская ГЭС — 504 МВт, Горьковская (Нижегородская) ГЭС — 400 МВт, Куйбышевская (Жигулёвская) ГЭС — 2300 МВт, Сталинградская (Волжская) ГЭС — 2563 МВт. В 1950-х годах было положено начало развитию гидроэнергетики в Сибири — были построены Иркутская ГЭС (662 МВт) на Ангаре и Новосибирская ГЭС (400 МВт) на Оби. В результате развития гидроэнергетики с 1945 по 1960 год мощность ГЭС возросла более чем в 10 раз, с 1,3 до 14,8 ГВт.
Строительство крупнейшей на тот момент в мире Волжской ГЭС было начато в 1950 году, первый гидроагрегат был пущен в 1958 году, последний — в 1961 году. Сейчас Волжская ГЭС является самой мощной гидроэлектростанцией Европы. Для выдачи мощности Волжской и Жигулёвской ГЭС в энергосистему впервые в СССР были построены линии электропередачи напряжением 400 кВ (позднее переведённые на напряжение 500 кВ), которые объединили энергосистемы Центра, Поволжья и Урала. С этого объединения ведёт свое начало Единая энергосистема страны.
В 1960-х годах основной объем нового гидроэнергетического строительства переместился в Восточную Сибирь, а также в горные районы Кавказа. В 1961 году был пущен первый гидроагрегат Братской ГЭС мощностью 4500 МВт, на тот момент крупнейшей в мире. Братская ГЭС имела важнейшее значение для советской гидроэнергетики — был впервые получен опыт строительство крупнейшей ГЭС с высоконапорной бетонной плотиной высотой 125 м. В 1967 году заработал первый гидроагрегат Красноярской ГЭС мощностью 6000 МВт, ещё одного мирового рекордсмена. Серьезным достижением советского энергетического машиностроения стало создание установленных на этой станции гидроагрегатов мощностью по 500 МВт.
В 1974 была пущена Усть-Илимская ГЭС (3840 МВт) — четвёртая по мощности ГЭС страны, и Чиркейская ГЭС (1000 МВт) — крупнейшая гидроэлектростанция на Северном Кавказе. В 1975 году заработала крупнейшая на тот момент на Дальнем Востоке Зейская ГЭС (1300 МВт). В 1978 году начала вырабатывать электроэнергию Саяно-Шушенская ГЭС — крупнейшая электростанция Советского Союза (а впоследствии и России) мощностью 6400 МВт, с гидроагрегатами мощностью по 640 МВт. Была разработана и начала реализовываться программа по строительству гидроаккумулирующих электростанций, в рамках которой в 1987 году был пущен первый гидроагрегат крупнейшей в России Загорской ГАЭС.
Политические преобразования конца 1980-х привели к резкому замедлению гидроэнергетического строительства. Экологические претензии и экономические сложности привели к отмене уже утвержденных и находящихся на начальных этапах реализации проектов крупных Туруханской, Средне-Енисейской и Катунской ГЭС. В 1998 году падение энергопотребления прекратилось и начался его рост. Это, а также в целом улучшение экономической ситуации, позволило активизировать строительство ряда электростанций, начатых еще в советское время. В 2003 году заработал первый гидроагрегат Бурейской ГЭС мощностью 2010 МВт — крупнейшей электростанции на Дальнем Востоке России. В 2012 году была пущена Богучанская ГЭС мощностью 2997 МВт.
17 августа 2009 года произошла масштабная авария на Саяно-Шушенской ГЭС, приведшая к гибели 75 человек и повреждению оборудования станции. В 2014 году восстановление ГЭС было в целом завершено. В 2013 году был пущен первый гидроагрегат Усть-Среднеканской ГЭС (570 МВт), в 2017 году — Нижне-Бурейской ГЭС (320 МВт). В 2020 году была введена в эксплуатацию Зарамагская ГЭС-1 (346 МВт). В начале 2010-х годов собственниками гидроэлектростанций, в первую очередь компаниями «РусГидро» и «Евросибэнерго», была запущена масштабная программа по модернизации, предусматривающая замену устаревшего оборудования на ГЭС, введенных в эксплуатацию более 40 лет назад.